# آرثر كورن (مهندس معماري)
آرثر كورن (بالألمانية: Arthur Korn)‏ هو مهندس معماري ألماني، ولد في 4 يونيو 1891 في فروتسواف في بولندا، وتوفي في 14 نوفمبر 1978 في فيينا في النمسا.